# Hôtel Richou
Pour les articles homonymes, voir Richou.
 (juillet 2014).
L'Hôtel Richou est un hôtel particulier du XVIIe siècle situé au 25 rue Boisnet, dans la ville d'Angers, en Maine-et-Loire.